# Casas de oficios del Monasterio de El Escorial

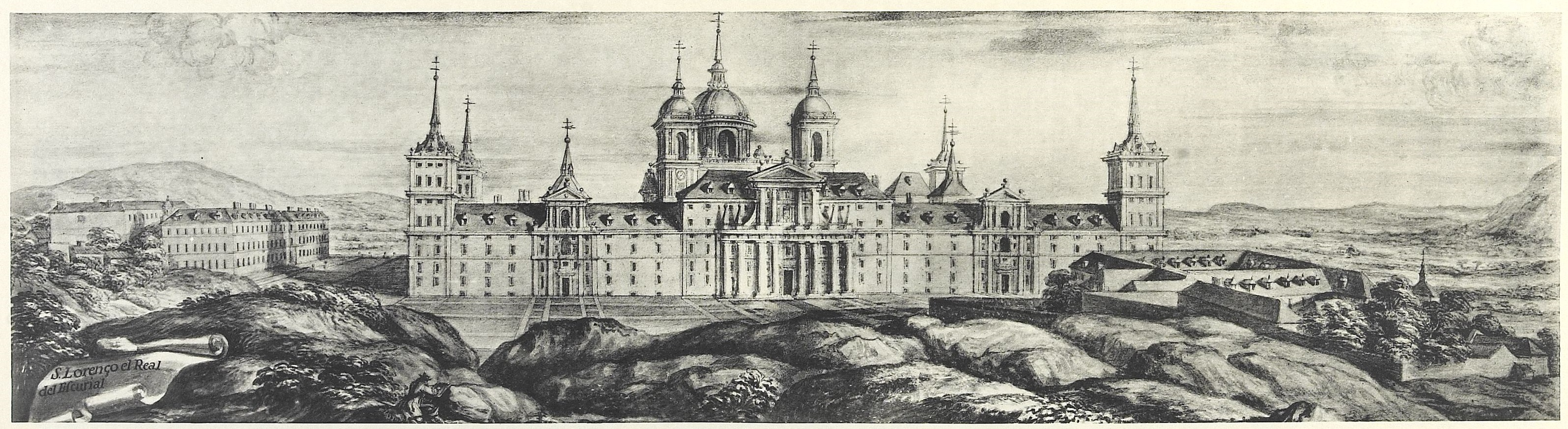
El Gran Duque de Toscana Cosme III de Médici viajó a El Escorial acompañado por dos escritores y un dibujante, el arquitecto Pier Maria Baldi (1630-1686), que dibujó esta aguada donde se puede ver el estado en 1668 de las dos primeras casas de oficios.

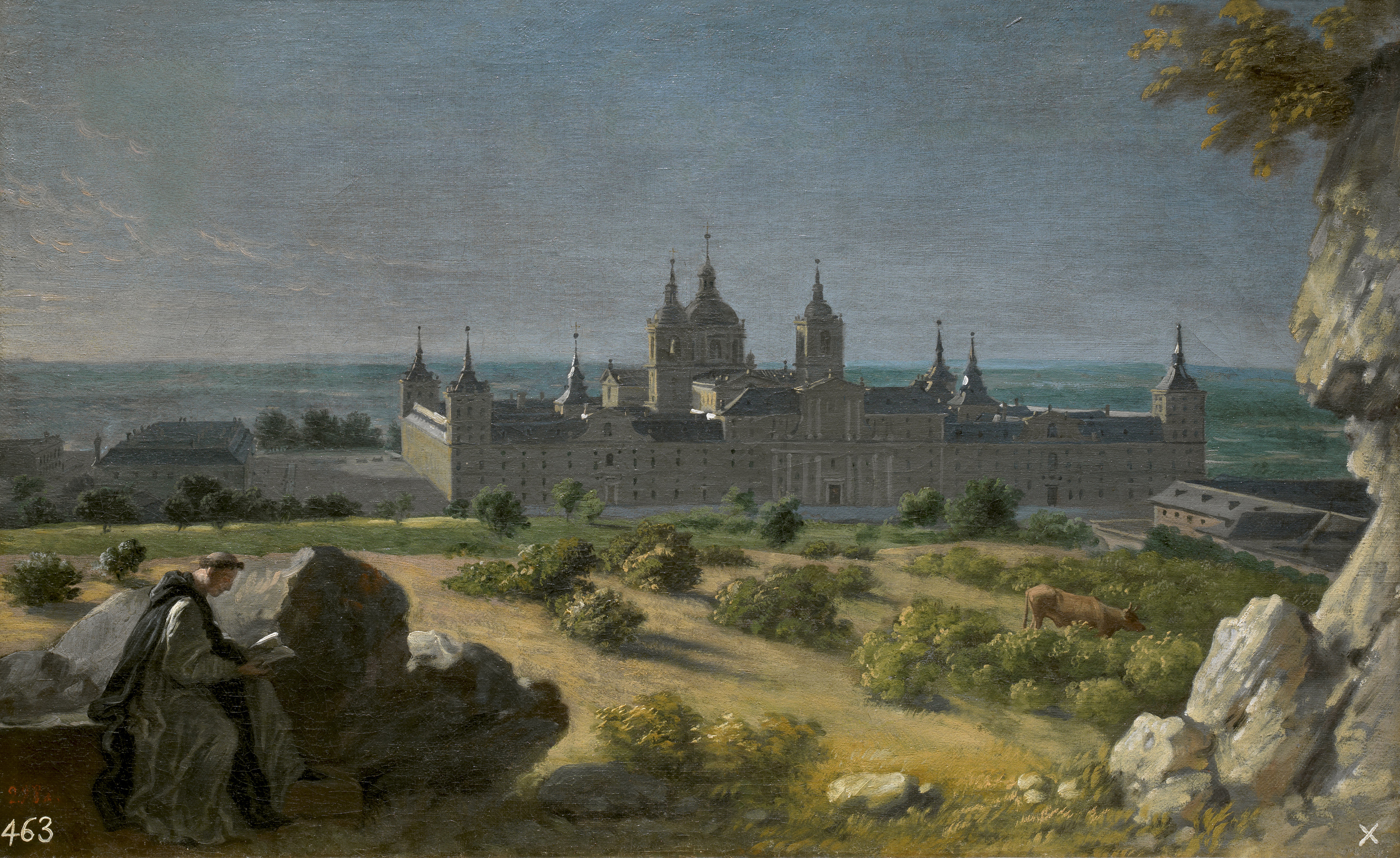
Vista del Monasterio de El Escorial, por Michel-Ange Houasse (1723) antes de cerrarse la Lonja con la tercera Casa de Oficios y las Casas de Infantes.

Las dos primeras Casas de oficios del Real Monasterio de San Lorenzo de El Escorial fueron proyectadas y construidas por Juan de Herrera en el siglo xvi y la tercera, obra de Juan de Villanueva, data del siglo xviii. Aunque las dos casas están separadas físicamente entre ellas, constituyen una edificación concebida de forma unitaria, y fueron concebidas a la vez que el Monasterio, dentro de la misma Traza Universal, y así aparecen en todos los planos. Originalmente surgieron por la falta de espacio en el Monasterio para acoger todas las dependencias palaciegas, y por la necesidad de separar a los animales del recinto sagrado del Templo y del Convento, principalmente de los caballos y los carruajes.

## Las dos primeras Casas de oficios
En el siglo XIX, se separan funcionalmente las dos primeras Casas de Oficios, separación que se ha mantenido hasta nuestros días. Actualmente, la primera Casa de Oficios alberga la Casa de Cultura, con salas de exposiciones y la Oficina de Turismo. En la Segunda, se encuentra la que fue Capilla de Laborantes, hoy Santuario Nuestra Señora de Gracia. También se ubica el Centro Integrado de Estudios Musicales Padre Antonio Soler, perteneciente a la Comunidad de Madrid.

## La tercera Casa de oficios
Carlos III encargó a Juan de Villanueva la construcción de un tercer edificio, realizado entre 1785 y 1797, para conseguir un adecuado alojamiento para el Primer Secretario de Estado, el Conde de Floridablanca, con lo que se cerró el perímetro de la Lonja. El solar elegido no estaba vacío, ya que los primeros Borbones habían permitido que surgieran allí un cierto número de casas para la servidumbre de palacio que, por su aspecto impropio, hubo que demoler. En su construcción, Villanueva siguió el esquema de Juan de Herrera a la hora de resolver el desnivel existente entre la calle superior y la Lonja diseñando un edificio exento, separado de los laterales por sendas calles, con un volumen totalmente historicista: la fachada y la cubierta hacia la Lonja es una perfecta imitación de las Casas de Oficios herrerianas, asumiendo su ritmo y composición. En 1797 se construye el paso elevado que lo une con la Segunda Casa de Oficios. Durante un tiempo acogió la administración y oficinas del Patrimonio Nacional en San Lorenzo de El Escorial y actualmente se encuentra totalmente ocupada por arrendatarios particulares que la utilizan como vivienda.

## Proyecto arquitectónico
Las obras de las dos primeras Casas de oficios fueron dirigidas por Herrera y posteriormente por Francisco de Mora, entre 1587 y 1596. Situadas entre la Lonja y la actual calle Floridablanca, sus fachadas presentan diferentes alturas para salvar el desnivel entre ambas, tres pisos en la Lonja y dos en Floridablanca, dando lugar a dos escalas arquitectónicas diferentes: una de fachadas continuas, acorde al Monasterio y otra donde se fragmenta esa continuidad por medio de tres patios en cada una de ellas, con soportales y pilares cuadrados.